# 大倉会館
大倉会館（おおくらかいかん）は、愛知県大府市にある複合公共施設。本棟と別棟の2つの建物からなる。隣接地に大倉公園がある。

## 歴史
1980年（昭和55年）に市制施行10周年の記念事業として建設された複合施設。1980年度（昭和55年度）には第12回中部建築賞で入賞している。2014年（平成26年）までは大府市中央図書館（本棟）と大府市歴史民俗資料館（本棟）と大府児童老人福祉センター（別棟）の3施設で構成されていたが、2014年（平成26年）以後は大府市歴史民俗資料館（本棟）と大府児童老人福祉センター（別棟）の2施設で構成されている。

## 施設

### 大府市歴史民俗資料館（本棟）

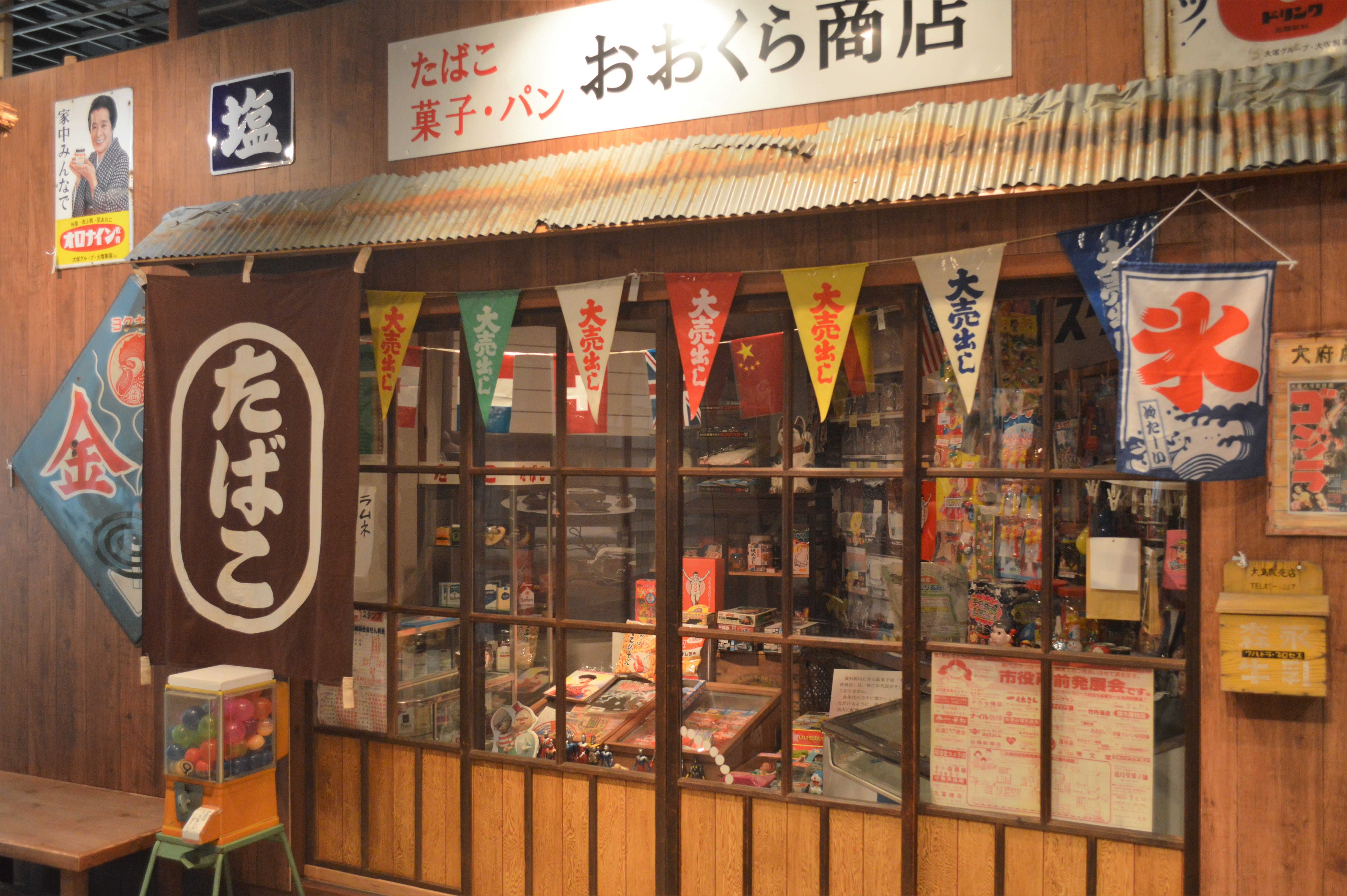
歴史民俗資料館の常設展示

1980年（昭和55年）11月1日に開館した資料館である。前身は大府町郷土資料館であり、大府市立大府小学校の旧木造校舎にあった。1階部分は、明治初期の民家が再現されており、当時の機織り道具・生活用品・農耕具・養蚕用具などの展示が行われている。2階部分は、愛知県指定文化財である藤井宮御酒瓶子ほか、古墳の出土物やパネルの展示が行われている。
2015年（平成27年）3月21日には、旧中央図書館の移転に伴う改修工事が完了し、1階に大府市歴史的公文書保存書庫（公文書館）と企画展示室、2階に多目的ホールと会議室を新設したほか、常設展示室も更新している。
基礎情報
- 建築面積 : 570.13m2[5]
- 延床面積 : 1,119.59m2[4][5]
- 入館料 : 無料[5]
- 開館時間 : 9:00 - 18:00（入館は17:30まで）[5]
- 休館日 : 毎週月曜日、毎月最終金曜日、 12月28日 - 1月4日、国民の祝日、特別整理期間、特別展会期前後[5]

### 大府児童老人福祉センター（別棟）
0歳から18歳までの児童と60歳以上が利用できる複合施設で、児童センターと老人福祉センターの機能を併せ持っている。
一年を通して行われる様々な行事のほか、各種クラブ活動やサークル活動、子ども家庭相談なども行われている。
2025年（令和7年）4月1日には、木を使った多世代交流の場「もくもく（MOKU MOKU）」がオープンした。
主な行事
- 子どもクラブ
- 体育教室
- ファミリークラブ
  - 親子サークル
  - 趣味のサークル
- 老人趣味のクラブ
- 子ども家庭相談

### 大府市中央図書館（移転）
1980年（昭和55年）7月17日から2014年（平成26年）3月17日には、大倉会館に大府市中央図書館があった。大府市中央図書館の管理運営は2004年（平成16年）4月より図書館流通センターに委託されていた。大府市中央図書館の延床面積は1,137.67m2であ
った。2014年（平成26年）7月1日には複合文化施設「おおぶ文化交流の杜」におおぶ文化交流の杜図書館が開館している。

## 交通アクセス
- JR東海道本線・武豊線「大府駅」東口から北へ600m、徒歩で約10分。
- 大府市循環バス（ふれあいバス）東コースまたは中央東コース、「大倉公園」停留所下車。